# 하금열
하금열(河今烈, 1949년 12월 16일 ~ )은 대한민국 기자이자 방송인 출신 정치가이다.
그는 동아방송, KBS, MBC를 거쳐서 1991년 SBS 서울방송 신규 개국 당시 합류하여 이후 보도본부장, 사장까지 역임하였다. SBS 상임고문을 지내다가 2011년 12월 12일 이명박 정부의 제4대 대통령실 실장을 역임하였다. 본관은 진양.

## 경력
- 1949년 12월 16일 경상남도 거제 출생
- 거제초등학교, 제일중학교, 동래고등학교 졸업
- 고려대학교 독어독문학과 학사 학위 취득
- 2011년 12월 ~ 2013년 2월 대한민국 대통령실 실장
- 2013년 3월 ~ 2013년 4월 새누리당 당무위원
- 2015년 ~ SK(주) 사외이사

### 동아방송
- 1976년 동아방송 기자

### KBS
- 1980년 KBS 사회부 기자

### 타방송사
- 1981년 ~ 1991년 MBC 보도국 정치부 차장
- 1991년 SBS 보도국 정치부 차장
- 1996년 ~ 1997년 SBS 보도국 워싱턴지국 지국장
- 1999년 ~ 2000년 SBS 관리본부 관리담당 부본부장
- 2000년 ~ 2001년 SBS 미디어정책실 실장
- 2003년 ~ 2004년 SBS 보도본부장 이사
- 2005년 ~ 2007년 한국신문방송편집위원회 부회장
- 2007년 4월 ~ 2008년 3월 제14대, 15대 한국방송협회 부회장
- 2007년 4월 ~ 2009년 12월 SBS 사장
- 2009년 12월 SBS미디어홀딩스 대표이사
- 2011년 2월 SBS 이사회 의장
- 2011년 12월 SBS 상임고문

## 상훈
- 2009 제21회 중앙언론문화상 방송영상부문상

| 전임 임태희 | 제4대 대통령실장 2011년 12월 12일 ~ 2013년 2월 24일 | 후임 허태열 (대통령비서실장) |

| 전임 안국정 | 제5대 서울방송 사장 2007년 3월 12일 ~ 2009년 12월 31일 | 후임 우원길 |